# Doãn Thái Đức
Doãn Thái Đức (sinh năm 1966) là một sĩ quan cấp cao trong Quân đội Nhân dân Việt Nam, hàm Trung tướng, hiện là Cục trưởng Cục Cứu hộ Cứu nạn.

## Thân thế và binh nghiệp
Ông quê gốc ở làng Cấu Tử xã Hợp Thành huyện Thủy Nguyên thành phố Hải Phòng
Ông sinh ra tại huyện Thủy Nguyên thành phố Hải Phòng
Trước năm 2011, công tác tại Tiểu đoàn 702, Bộ Tham mưu Quân đoàn 1 rồi Trợ lý Phòng Quân huấn , Quân đoàn 1
Sau đó ông chuyển công tác tại Cục Quân huấn , Bộ Tổng Tham Mưu giữ chức Phó Trưởng phòng Điều lệnh.
Năm 2010, bổ nhiện Phó Sư đoàn Sư đoàn 308, Quân đoàn 1
Năm 2011, ông được Bộ Quốc phòng bổ nhiệm làm Sư đoàn trưởng Sư đoàn 308, Quân đoàn 1.
Năm 2013, ông được điều động giữ chức Phó Tư lệnh Quân đoàn 1.
Năm 2015, ông được bổ nhiệm làm Phó Tư lệnh kiêm Tham mưu trưởng Quân đoàn 1.
Tháng 01 năm 2018, ông được bổ nhiệm giữ chức Tư lệnh Quân đoàn 1.
Tháng 6 năm 2018, ông được thăng quân hàm Thiếu tướng.
Ngày 24 tháng 4 năm 2020, Cục Cứu hộ cứu nạn/BTTM đã tổ chức Hội nghị bàn giao chức vụ Cục trưởng dưới sự chủ trì của Chuẩn Đô đốc Nguyễn Trọng Bình, Phó Tổng Tham mưu trưởng, Phó Chủ tịch Ủy ban Ứng phó sự cố, thiên tai và Tìm kiếm cứu nạn, tham dự có các đồng chí đại diện các cơ quan chức năng. Theo Quyết định Bộ trưởng Bộ Quốc phòng, Thiếu tướng Doãn Thái Đức, nguyên Tư lệnh Quân đoàn 1 được điều động, bổ nhiệm giữ chức Cục trưởng Cục Cứu hộ Cứu nạn thay Trung tướng Ngô Quý được nghỉ chờ hưu.
Ngày 12 tháng 5 năm 2020, dưới sự chủ trì của Phó Thủ tướng Trịnh Đình Dũng, Chủ tịch Ủy ban Quốc gia Ứng phó sự cố, thiên tai và Tìm kiếm cứu nạn; Văn phòng Ủy ban Quốc gia Ứng phó sự cố, thiên tai và tìm kiếm cứu nạn đã tổ chức Hội nghị bàn giao chức vụ Chánh Văn phòng. Theo Quyết định Bộ trưởng Bộ Quốc phòng, Thiếu tướng Doãn Thái Đức, nguyên Tư lệnh Quân đoàn 1 được điều động, bổ nhiệm giữ chức Cục trưởng Cục Cứu hộ – Cứu nạn kiêm Chánh Văn phòng Ủy ban Quốc gia Ứng phó sự cố, thiên tai và tìm kiếm cứu nạn thay Trung tướng Ngô Quý được nghỉ chờ hưu.

## Gia đình
- Cha: Đại tá Doãn Văn Đáp (sinh năm 1933)- nguyên Trưởng phòng Doanh trại, Cục Hậu cần, Quân đoàn 1.
- Em họ: Thiếu tướng Doãn Bảo Quyết (sinh năm 1963)- Phó Chính ủy Cảnh sát biển Việt Nam. Đã bị cách chức
- Con trai: Thiếu  tá Doãn Thái Hưng (sinh năm  1993)- Tham mưu  trưởng Trung đoàn 141, Sư đoàn 312.